# Горошковский сельсовет (Хойникский район)
Горошковский сельсовет (бел. Гаро́шкаўскі сельсавет) — упразднённая административно-территориальная единица в составе Хойникского района Гомельского округа. Центр — деревня Горошков.

## История
После второго укрупнения БССР с 8 декабря 1926 года сельсовет в составе Хойникского района Речицкого округа БССР. 
С 9 июня 1927 года в составе Гомельского округа. 
30 декабря 1927 года сельсовет упразднен, территория присоединена к Корчевскому сельсовету.

## Состав
- Горошков — деревня